# Alessandro Karađorđević (1924-2016)
Alessandro Karađorđević (nome completo Aleksandar Pavlov Karađorđević; White Lodge, 13 agosto 1924 – Parigi, 12 maggio 2016) è stato un principe serbo, primogenito del reggente Paolo di Jugoslavia e di Olga di Grecia.
Sposò in prime nozze Maria Pia di Savoia, figlia dell'ultimo re d'Italia Umberto II; divorziarono nel 1967 e si risposò con Barbara del Liechtenstein, cugina del principe Giovanni Adamo II.

## Biografia
In seguito all'esilio della sua famiglia stabilito dal governo jugoslavo di Tito, visse in esilio a Londra. Il 12 febbraio 1955 sposò Maria Pia di Savoia, figlia di Umberto II di Savoia e di sua moglie Maria Josè di Savoia. Il matrimonio si svolse a Cascais in Portogallo, dove l'ex re d'Italia viveva in esilio. Tutti i loro figli sono nati a Boulogne-sur-Seine.
Alessandro e Maria Pia ebbero quattro figli, due coppie di gemelli:
- principe Demetrio Umberto Antonio Pietro Maria di Jugoslavia (18 giugno 1958)
- principe Michele Nicola Paolo Giorgio Maria di Jugoslavia (18 giugno 1958)
- principe Sergio Vladimiro Emanuele Maria di Jugoslavia (12 marzo 1963), sposato in prime nozze civilmente à Saint-Nom-la-Bretèche e religiosamente à Merlinge, circa di Genova il 30 novembre 1985 (div. 1986) Sophie de Toledo (Boulogne-sur-Seine, 1 aprile 1962), sposato in seconde nozze il 18 settembre 2004 Eleonore Rajneri (Torino, 1 agosto 1967)
- principessa Elena Olga Lydia Tamara Maria di Jugoslavia (12 marzo 1963), sposata in prime nozze à Neuilly-sur-Seine il 12 gennaio 1988 Thierry Alexandre Gaubert (Parigi, 14 maggio 1951), sposata in seconde nozze civilmente a Parigi il 12 marzo 2018 e religiosamente a Janville il 15 settembre 2018 con Stanislas Fougeron

Alessandro e Maria Pia divorziarono nel 1967.
Il 2 novembre 1973 a Parigi il principe Alessandro sposò la principessa Barbara del Liechtenstein. Da questo matrimonio è nato un figlio:
- principe Dušan Paul di Jugoslavia (St. Gallen, 25 settembre 1977), sposato civilmente il 3 luglio 2018 e religiosamente à Oplenac il 25 maggio 2019 con Valerie de Muzio

Alessandro fu uno dei quattro membri fondatori del Serbian Unity Congress e patrono del Centro per le ricerche sul monachesimo ortodosso. Ha vissuto a Parigi.
Alessandro fu membro della Massoneria, iniziato in una loggia della Gran Loggia nazionale francese e membro di diverse logge della Gran Loggia unita d'Inghilterra, tra cui la Royal Sussex No 53 e l'Entente Cordiale No 9657; fu anche dignitario della Loggia "Au Louis d'Argent" di Parigi della GLNF.
Il 17 febbraio 2008 il principe Alessandro rilasciò una dichiarazione pubblica che condannava la proclamazione unilaterale dell'indipendenza del Kosovo.

## Ascendenza
|                             |                     |                                | Genitori                                      |  |  | Nonni |  |  | Bisnonni             |  |  | Trisnonni           |  |
|                             |                     |                                |                                               |  |  |       |  |  | Alessandro di Serbia |  |  | Karađorđe di Serbia |  |
|                             |                     |                                |                                               |  |  |       |  |  | Alessandro di Serbia |  |  | Karađorđe di Serbia |  |
|                             |                     | Jelena Jovanović               |                                               |  |  |       |  |  | Alessandro di Serbia |  |  |                     |  |
| Arsen di Serbia             |                     |                                |                                               |  |  |       |  |  | Alessandro di Serbia |  |  |                     |  |
|                             |                     | Persida Nenadović              | Jevrem Nenadovič                              |  |  |       |  |  |                      |  |  |                     |  |
|                             |                     | Persida Nenadović              | Jevrem Nenadovič                              |  |  |       |  |  |                      |  |  |                     |  |
|                             |                     | Persida Nenadović              | Jovanka Milovanović                           |  |  |       |  |  |                      |  |  |                     |  |
| Paolo di Jugoslavia         |                     | Persida Nenadović              |                                               |  |  |       |  |  |                      |  |  |                     |  |
|                             |                     | Paolo II Demidoff              | Paolo I Demidoff                              |  |  |       |  |  |                      |  |  |                     |  |
|                             |                     | Paolo II Demidoff              | Paolo I Demidoff                              |  |  |       |  |  |                      |  |  |                     |  |
|                             |                     | Paolo II Demidoff              | Eva Aurora Charlotte Stjernvall               |  |  |       |  |  |                      |  |  |                     |  |
| Aurora Pavlovna Demidova    |                     | Paolo II Demidoff              |                                               |  |  |       |  |  |                      |  |  |                     |  |
|                             |                     | Elena Petrovna Trubeckaja      | Peter Nikitich Trubetskoy                     |  |  |       |  |  |                      |  |  |                     |  |
|                             |                     | Elena Petrovna Trubeckaja      | Peter Nikitich Trubetskoy                     |  |  |       |  |  |                      |  |  |                     |  |
|                             |                     | Elena Petrovna Trubeckaja      | Elizabeta Belossel'ska-Belozerska             |  |  |       |  |  |                      |  |  |                     |  |
| Alessandro di Serbia        |                     | Elena Petrovna Trubeckaja      |                                               |  |  |       |  |  |                      |  |  |                     |  |
|                             | Giorgio I di Grecia | Cristiano IX di Danimarca      |                                               |  |  |       |  |  |                      |  |  |                     |  |
|                             | Giorgio I di Grecia | Cristiano IX di Danimarca      |                                               |  |  |       |  |  |                      |  |  |                     |  |
|                             | Giorgio I di Grecia | Luisa d'Assia-Kassel           |                                               |  |  |       |  |  |                      |  |  |                     |  |
| Nicola di Grecia            | Giorgio I di Grecia |                                |                                               |  |  |       |  |  |                      |  |  |                     |  |
|                             |                     | Ol'ga Konstantinovna Romanova  | Konstantin Nikolaevič Romanov                 |  |  |       |  |  |                      |  |  |                     |  |
|                             |                     | Ol'ga Konstantinovna Romanova  | Konstantin Nikolaevič Romanov                 |  |  |       |  |  |                      |  |  |                     |  |
|                             |                     | Ol'ga Konstantinovna Romanova  | Alessandra di Sassonia-Altenburg              |  |  |       |  |  |                      |  |  |                     |  |
| Olga di Grecia              |                     | Ol'ga Konstantinovna Romanova  |                                               |  |  |       |  |  |                      |  |  |                     |  |
|                             |                     | Vladimir Aleksandrovič Romanov | Alessandro II di Russia                       |  |  |       |  |  |                      |  |  |                     |  |
|                             |                     | Vladimir Aleksandrovič Romanov | Alessandro II di Russia                       |  |  |       |  |  |                      |  |  |                     |  |
|                             |                     | Vladimir Aleksandrovič Romanov | Maria d'Assia-Darmstadt                       |  |  |       |  |  |                      |  |  |                     |  |
| Elena Vladimirovna Romanova |                     | Vladimir Aleksandrovič Romanov |                                               |  |  |       |  |  |                      |  |  |                     |  |
|                             |                     | Maria di Meclemburgo-Schwerin  | Federico Francesco II di Meclemburgo-Schwerin |  |  |       |  |  |                      |  |  |                     |  |
|                             |                     | Maria di Meclemburgo-Schwerin  | Federico Francesco II di Meclemburgo-Schwerin |  |  |       |  |  |                      |  |  |                     |  |
|                             |                     | Maria di Meclemburgo-Schwerin  | Augusta di Reuss-Köstritz                     |  |  |       |  |  |                      |  |  |                     |  |
|                             |                     | Maria di Meclemburgo-Schwerin  |                                               |  |  |       |  |  |                      |  |  |                     |  |